# Zygmunt Luksemburski

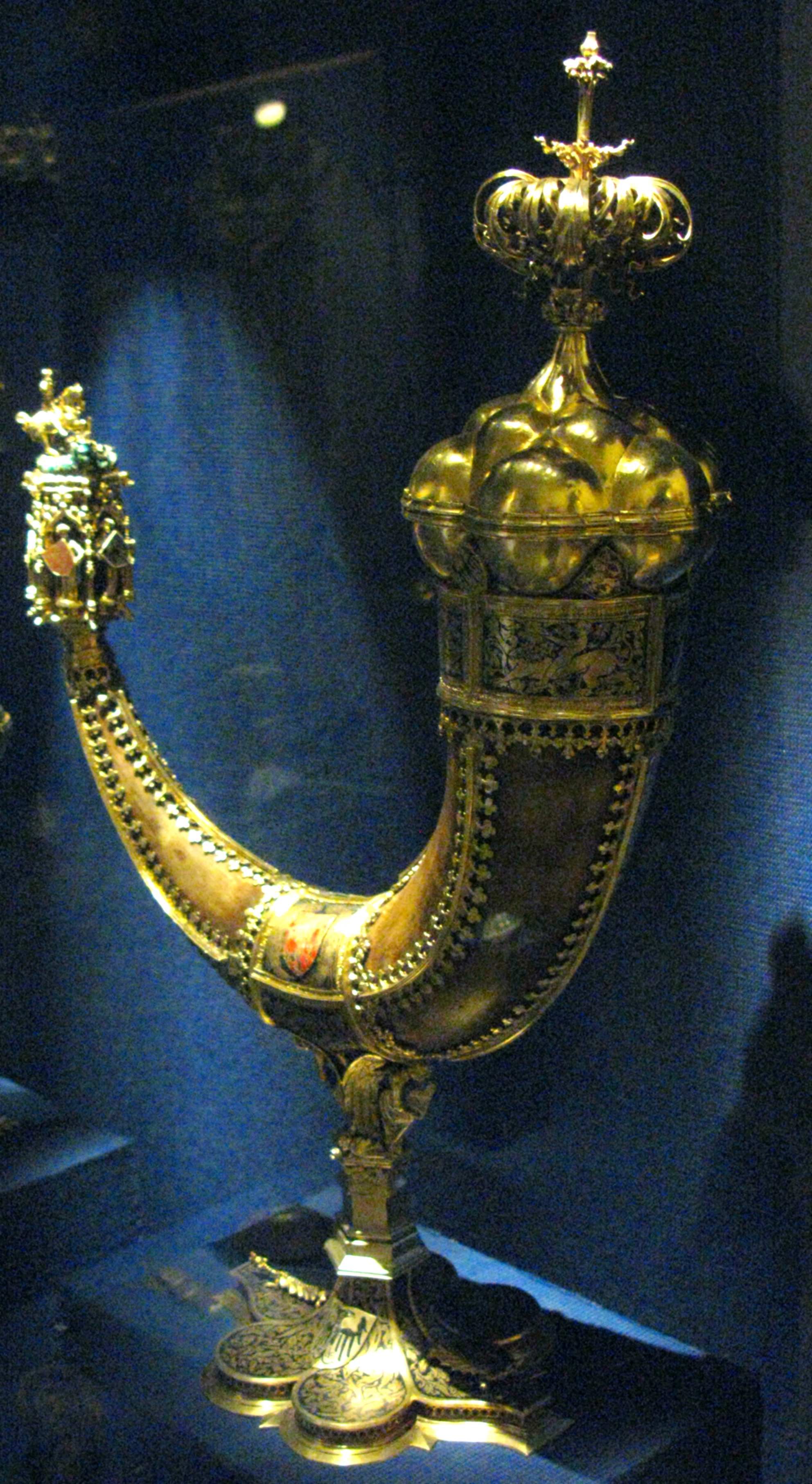
Róg do picia Zygmunta Luksemburskiego, przed 1408

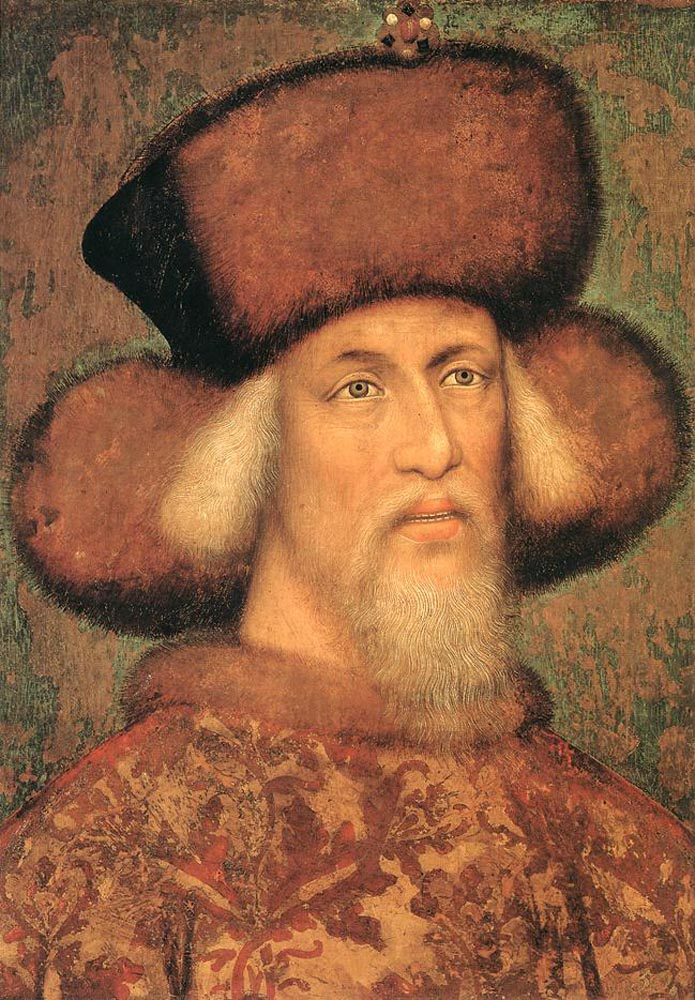
Portret Zygmunta Luksemburskiego (Pisanello) z 1432-1433 r., przypisywany Antoniemu Pisano ps. „Pisanello”. Tempera, malarstwo tablicowe. Włochy, późny gotyk. Obecnie obraz przechowywany w Muzeum Historii Sztuki w Wiedniu, w Austrii.

Zygmunt Luksemburski (ur. 14 lub 15 lutego 1368 w Norymberdze, zm. 9 grudnia 1437 w Znojmie) – elektor (margrabia) brandenburski od 1378, iure uxoris król węgierski od 1387, niemiecki od 1410 (do 1411 w opozycji do Jodoka z Moraw. Po śmierci Jodoka, wybrany na króla 21 lipca 1411, ale koronowany 8 listopada 1414), książę Luksemburga od 1419, król włoski od 1431, cesarz rzymski od 1433, król czeski od 1419 (objął władzę w 1436).
Trzeci i ostatni cesarz z dynastii luksemburskiej. Drugi syn cesarza Karola IV Luksemburskiego oraz jego czwartej żony – Elżbiety Pomorskiej. Prawnuk Kazimierza III Wielkiego, króla Polski. Przyrodni brat Wacława IV, króla Czech i Niemiec.

## Ocena rządów
Ocena panowania tego władcy pozostaje wciąż gorącym tematem dyskusji wielu historyków – są wśród nich tacy, którzy wychwalają postawę Zygmunta jako obrońcy chrześcijaństwa – władcy, który pragnął zjednoczyć świat chrześcijański, aby ten mógł skuteczniej przeciwstawić się naporowi potęgi muzułmańskiej, jak również narastającym ruchom heretyckim wewnątrz samego chrześcijaństwa (husyci). Oponenci nie negują tego poglądu, zarzucają jednak Zygmuntowi Luksemburskiemu wykorzystywanie religijnych instrumentów dla realizacji planów dynastycznych domu luksemburskiego. Niektórzy krytycy opierają swą krytykę właśnie na potępieniu prześladowań religijnych, których dopuszczał się Zygmunt Luksemburski (m.in. krucjaty i prześladowania husytów). 
Obie strony zgadzają się z tym, że Zygmunt Luksemburski był osobą o wysokiej inteligencji, władcą niezwykle energicznym, o wygórowanych ambicjach. Przyczyn niepowodzeń tego nietuzinkowego władcy upatruje się zarówno w sprzecznościach jego charakteru, jak i w utopijności podejmowanych przez niego przedsięwzięć.
Faktem jest, że polityka prowadzona przez Zygmunta doprowadziła do licznych wojen, a w ostatecznym rezultacie przyczyniła się do znacznego osłabienia rządzonych przez niego państw.

## Polityka Zygmunta Luksemburskiego

### Polityka religijna
Był duchowym i militarnym przywódcą kilku krucjat, które na ogół kończyły się klęskami, oraz wyprawy przeciw Turkom osmańskim. W 1396 r. poniósł porażkę w bitwie pod Nikopolis, w 1428 r. – pod Golubacem (Gołąbcem).
Wyprawiał się również przeciw czeskim husytom i poniósł porażki pod Witkowem i Wyszehradem w 1420 r., pod Niemieckim Brodem w 1422 r., pod Uściem w 1426 r., pod Tachovem w 1427 r. i pod Domažlicami 1431 r.
Przyczynił się znacznie do zwołania soboru w Konstancji w 1414 r. i odegrał podczas niego istotną rolę, doprowadzając do zakończenia wielkiej schizmy zachodniej Kościoła katolickiego. Miał udział w schwytaniu czeskiego prekursora protestantyzmu Jana Husa, w efekcie czego ten został osądzony i spalony na stosie.
Prowadzone przez niego wojny wymagały ogromnych nakładów finansowych. Szukając pokrycia dla tych wydatków, wyprzedawał dobra królewskie i cesarskie oraz zaciągał liczne długi i nakładał nadmierne podatki.

### Polityka węgierska
W 1385 r. poślubił Marię Andegaweńską, królową Węgier. W marcu 1387 r. został koronowany. Po śmierci żony w 1395 r. pozostał na tronie.
Spędzając większość czasu poza rządzonym przez siebie krajem, niewiele zajmował się jego administracją – powołał do tego celu urząd palatyna, który miał to robić w jego zastępstwie.
Nielubiany przez swych węgierskich poddanych starał się zjednać sobie wpływowych popleczników poprzez wynoszenie ich do godności magnackich, doprowadził tym do nadmiernego wzrostu ich znaczenia oraz skłócenia z resztą szlachty węgierskiej; nałożył ogromne podatki na magnatów, ci zaś przenieśli ten ciężar na niższą szlachtę, a ta z kolej na chłopstwo, co doprowadziło do chłopskiego powstania w Transylwanii. Wykorzystując dla swych imperialnych celów ekonomiczne, militarne i polityczne zasoby Węgier, wyczerpał ten kraj tak skutecznie, że jego znaczne osłabienie przyczyniło się do późniejszego uzależnienia od Turcji.

### Polityka czeska
Królem Czech został w momencie śmierci Wacława IV 16 sierpnia 1419 r. Jego przewrotne postępowanie wobec Jana Husa podczas soboru w Konstancji, które doprowadziło do spalenia Husa na stosie, wzbudziło powszechne oburzenie i wywołało gwałtowny sprzeciw Czechów wobec zamiaru objęcia przez niego tronu czeskiego. Przy użyciu wojsk niemieckich i węgierskich zajął stolicę Czech i 28 lipca 1420 r. został koronowany w Pradze przez arcybiskupa tego miasta. Niedługo potem atak mieszczan oraz husyckiej armii na zamek zmusił go do ewakuacji. Doprowadziło to w 1420 r. do nasilenia wyniszczających ten kraj wojen husyckich. W 1434 roku w bitwie pod Lipanami utrakwiści pokonali taborytów i zawarli porozumienie z Zygmuntem, jednak tron czeski odzyskał dopiero w 1436 r. na skutek zdrady kalikstynów (utrakwistów), jednego z ugrupowań husyckich.

### Polityka niemiecka
20 września 1410 r. trzech elektorów ogłosiło Zygmunta królem rzymskim (niemieckim), jednak pozostali później wybrali Jodoka Morawskiego. 21 lipca 1411 r., już po śmierci Jodoka, Zygmunt został wybrany przez pełną kurię elektorską. W elekcji brał udział on sam jako margrabia Brandenburgii, jego brat Wacław IV jako król Czech, książę Saksonii Rudolf III Saski, hrabia-palatyn Renu Ludwik III Wittelsbach, arcybiskup Moguncji Jan II z Nassau, arcybiskup Kolonii Fryderyk III z Saarwerden oraz arcybiskup Trewiru Werner z Falkensteinu. Koronował się w Akwizgranie 8 listopada 1414 r. 25 listopada 1431 r. w Mediolanie koronował się na króla Włoch, które także wchodziły w skład Świętego Cesarstwa Rzymskiego. Cesarzem rzymskim został 31 maja 1433 r., kiedy to koronował go w Rzymie papież Eugeniusz IV. Za jego panowania w Rzeszy Niemieckiej umocniły się nowe potęgi terytorialne; Brandenburgia i Saksonia.

### Polityka wobec Polski
Zygmunt planował rozbiór Polski za pośrednictwem księcia opolskiego Władysława Opolczyka. Plan rozbioru przedstawiony został wielkiemu mistrzowi zakonu krzyżackiego – Konradowi Wallenrodowi w 1392 r. Przewidywał on rozbiór Polski pomiędzy Rzeszę Niemiecką, zakon krzyżacki, Węgry i Morawy. Plan ten nie doczekał się prób realizacji, gdyż sprzeciwili się mu Krzyżacy. W 1410 r. wojska Zygmunta pod dowództwem Ścibora ze Ściborzyc najechały ziemię sądecką, jednak najazd został odparty.
Zmiana stosunków Zygmunta z Polską nastąpiła po polskim zwycięstwie pod Grunwaldem i podpisaniu I pokoju toruńskiego w 1411 r. Już 15 marca 1412 r. Zygmunt podpisał w Lubowli pokój z Polską, na podstawie którego zawarto przymierze polsko-węgierskie oraz postanowiono, że Ruś Czerwona i Podole pozostaną przy Polsce do śmierci jednego z dwóch władców, a następnie po 15 latach od tego wydarzenia wspólna komisja panów polskich i węgierskich miała zadecydować o ich dalszych losach, Mołdawia miała pozostać lennem Korony Polskiej, lecz miała być zobowiązana do posiłkowania Zygmunta Luksemburskiego przeciw Turkom. W sierpniu Zygmunt ogłosił wyrok w sporze Polski z Krzyżakami, w którym rozstrzygnął na niekorzyść Zakonu pretensje biskupów polskich, resztę odkładając do zbadania przez komisję – przy okazji naciska na Zakon Krzyżacki o wypłatę należnego odszkodowania wynikającego z I pokoju toruńskiego. W dniu 8 listopada 1412 r. przekazał Polsce część Spiszu w tzw. zastaw spiski, w zamian za pożyczkę 37 tys. kop groszy praskich od Polski.
Po kolejnej wojnie polsko-krzyżackiej (wojna głodowa) Zygmunt Luksemburski, obawiając się interwencji Jagiełły w Czechach, postanowił skierować jego ekspansję na północ i w dniu 6 grudnia 1420 roku wydał we Wrocławiu niekorzystny dla Jagiełły wyrok, co doprowadziło do nowej wojny z Krzyżakami w 1422 r. (wojna golubska).
W 1423 r. Zygmunt odnowił w Kieżmarku traktat sojuszniczy z 1412 r.
Zmarł 9 grudnia 1437 r. w morawskim Znojmie, został zaś pochowany w katedrze w siedmiogrodzkim Waradynie (dzisiaj Oradea w Rumunii), odbudowanej w XVIII w. po zniszczeniach z czasów tureckich jako Katedra Wniebowzięcia Najświętszej Maryi Panny w Oradei.

## Genealogia

### Przodkowie
| 4. Jan Luksemburski       |  |                          |  |  |                         |
|                           |  | 2. Karol IV Luksemburski |  |  |                         |
| 5. Elżbieta Przemyślidka  |  |                          |  |  |                         |
|                           |  |                          |  |  | 1. Zygmunt Luksemburski |
| 6. Bogusław V             |  |                          |  |  |                         |
|                           |  | 3. Elżbieta              |  |  |                         |
| 7. Elżbieta Kazimierzówna |  |                          |  |  |                         |
|                           |  |                          |  |  |                         |

### Małżeństwa i potomstwo
Zygmunt był dwukrotnie żonaty.
Na początku lat 70. XIV w. trwały negocjacje pomiędzy ojcem Zygmunta Karolem IV a królem Polski i Węgier Ludwikiem Wielkim. Przedmiotem rozmów było małżeństwo Zygmunta z Marią, młodszą córką Ludwika. Negocjacje próbowała opóźniać matka Ludwika, Elżbieta Łokietkówna, jednak ostatecznie w 1373 r. odbyły się oficjalne zaręczyny Zygmunta z Marią Andegaweńską. W 1382 r. po śmierci ojca 11-letnia Maria została królową Węgier. Realną władzę na Węgrzech sprawowała regentka, matka Marii Elżbieta Bośniaczka, która próbowała zerwać zaręczyny z 1373 r. i wydać córkę za Ludwika Orleańskiego. Dopiero w październiku 1385 r. odbył się ślub Marii i Zygmunta, po czym małżonkowie rozdzielili się. Zygmunt domagał się tytułu króla lub chociaż księcia małżonka, lecz Elżbieta Bośniaczka nie chciała na to pozwolić. Wkrótce teściowa i żona Zygmunta zostały uwięzione w twierdzy Novigrad. Elżbietę Bośniaczkę zamordowano w styczniu 1387 r., natomiast Maria odzyskała wolność dopiero w połowie 1387 r. Z tego związku urodził się syn, który zmarł tuż po narodzinach. Poród był przedwczesny, wywołany upadkiem z konia i skutkował również śmiercią samej Marii w maju 1395 r.
W 1408 r. Zygmunt poślubił kuzynkę polskiej królowej Anny – Barbarę Cylejską. Ich jedynym dzieckiem była urodzona w 1409 r. córka Elżbieta.

## W kulturze popularnej
Postać Zygmunta Luksemburskiego pojawia się w polskiej telenoweli historycznej Korona królów. W postać króla wciela się Dominik Mirecki. Młodego Zygmunta zagrał Maksymilian Dobrowolski.
W serialu Królewskie sny rolę cesarza Zygmunta zagrał Mariusz Dmochowski.
Zygmunt Luksemburski jest postacią negatywną w fabularnej grze akcji Kingdom Come: Deliverance oraz jej sequelu, Kingdom Come: Deliverance II, autorstwa czeskiego studia Warhorse Studios.